# VPS29
VPS29‏ (VPS29, retromer complex component) هوَ بروتين يُشَفر بواسطة جين VPS29 في الإنسان.